# Zoumana Camara
Zoumana Camara (Colombes, 1979. április 3. –) francia válogatott labdarúgó, edző. Tagja volt a 2001-es konföderációs kupán aranyérmet szerző válogatottnak.

## Pályafutása
Karrierje elején a pálya szélén szerepelt, később középső védő lett belőle. Nagy tehetségnek indult, a Saint-Étienne együttesénél nevelkedett, majd játszott az Internazionaléban és az Marseille-ben is. Pályafutása során több alkalommal is szerepelt kölcsönben, mint az Empoli, a SC Bastia és a Leeds United csapatánál. 2002 és 2004 között az RC Lenst is erősítette. 2007-ben a nevelőegyesületétől érkezett a Paris Saint-Germainhöz és egészen 2015-ig maradt a piros-kékeknél, innen vonult vissza. Játékosként utolsó szezonjában a születésnapján az arcába kapta születésnapi tortáját Ezequiel Lavezzitől, David Luiz ezt a mobiltelefonjával rögzítette. Visszavonulását követően maradt a klub kötelékében, mint segédedző.
2001-ben a felnőtt válogatottban is bemutatkozhatott, és Konföderációs kupa-győztes lett.

## Sikerei, díjai

### Klub
- Paris Saint-Germain:
  - Ligue 1: 2012–13, 2013–14, 2014–15
  - Francia szuperkupa: 2013, 2014
  - Francia ligakupa: 2007–08, 2013–14
  - Francia kupa : 2009–10, 2014–15

### Válogatott
- Franciaország
  - Konföderációs kupa: 2001